# Aron Arctander
Aron Arctander (* 27. Juni 1745 in Liland; † 29. August 1825 in Kopenhagen) war ein norwegischer Polarforscher.

## Leben

### Jugend und Ausbildung
Aron Arctander war der fünfte Sohn des gleichnamigen Pastors Aron Arctander (um 1700–1781) und seiner Frau Margrethe Aulum († 1781). Seine Mutter stammte ursprünglich aus Leksvik nördlich von Trondheim, während sein Vater in Hammerfest tätig war, bevor er 1742 nach Liland versetzt wurde, wo Aron geboren wurde. Er besuchte Privatunterricht in Trondheim und erhielt von dort aus 1772 die Hochschulreife und durfte somit die Universität Kopenhagen besuchen, wo er unter Christen Friis Rottbøll studierte. Nebenher war er vermutlich eine Zeitlang als Hauslehrer in Nordnorwegen tätig und ließ hierfür das Studium pausieren.

### Expedition
1774 war der Handel in Grönland, das seit 1721 dänisch-norwegische Kolonie war, wieder verstaatlicht worden und hierfür Den Kongelige Grønlandske Handel gegründet worden. Zur Steigerung der wirtschaftlichen Erträge begann man erneut zu überlegen, ob in Südgrönland Landwirtschaft betrieben werden könnte. Nebenher sollten die Ruinen der Grænlendingar untersucht werden. Deswegen ließ der König 1777 eine Expedition durchführen, zu deren Leiter der Kaufmann Andreas Bruun ernannt wurde. Aron Arctander wurde als sein Assistent gewählt. Hierfür erhielt er pro forma eine vorübergehende Stelle als Handelsassistent in der Kolonie Julianehaab in Qaqortoq, die er jedoch nicht ausführen sollte.
Im Mai 1777 segelten Arctander und Bruun von Europa aus nach Grönland. Der Hafen in Qaqortoq war jedoch unerreichbar, da durch Eis blockiert, sodass das Schiff nach einiger Zeit des Wartens nach Paamiut umgeleitet werden musste, wo es am 14. Juni ankam. Um dennoch an ihr Ziel zu kommen, machten sie sich am 29. Juni mit einem kleineren Boot in den eisfreien Küstengewässern auf den Weg nach Süden. Auf der Reise übernachteten sie in Zelten an Land und nutzten dies bereits für erste Untersuchungen im Sinne der Expedition. Allerdings fanden sie weder geeignete Stellen für die Landwirtschaft noch Ruinen. Aron Arctander sollte sich hierbei vor allem auf letztere konzentrieren, während Andreas Bruun für ersteres zuständig war. Je weiter sie jedoch nach Süden kamen, desto vegetationsreicher wurde die Landschaft. Ursprünglich war wohl der Plan gewesen, direkt ans Kap Farvel zu fahren, aber am 4. August beschloss Bruun, in Qaqortoq zu halten, um das Boot zurückzulassen und stattdessen mit einem Umiak weiterzureisen, was als schneller angesehen wurde. Arctander suchte auch in Qaqortoq nach Ruinen, konnte aber keine finden, da die grönländische Bevölkerung sie wohl im Laufe der Jahrhunderte abgetragen und für eigene Häuser wiederverwendet hatte. Am 8. August reisten Bruun und Arctander in den Fjord Tunulliarfik und hier fanden sie endlich sowohl sehr gute Grasflächen als auch Ruinen. Arctander untersuchte und vermaß die Ruinen. Daneben war er auch auf Lehmvorkommen in den Bergen aufmerksam gemacht worden, die als rotbrauner Farbstoff genutzt werden könnten. Arctander kam zum Schluss, dass der Lehm dazu durchaus geeignet sei, aber durch seine Lage ein Abbau zu beschwerlich wäre. Am 18. August kamen sie wieder in Qaqortoq an. Am 27. August reiste Arctander ohne Bruun zurück in den Fjord. Er unternahm weitere archäologische und geologische Untersuchungen und kam am 6. September wieder in der Kolonie an. Am 10. September reiste er gemeinsam mit Bruun ins damals vermutlich noch unbewohnte Narsaq, wo er weitere Ruinen fand. Am 12. September waren sie wieder in Qaqortoq, wo sie die Expedition für den Rest des Jahres beendeten. Bruun sollte in Paamiut überwintern, während Arctander ja als Handelsassistent in Qaqortoq angestellt war.
Im Mai 1778 sollte die Expedition fortgeführt werden, weswegen Bruun wieder nach Qaqortoq reiste, von wo aus sie am 12. Mai weiter nach Süden reisten. Anfang Juni erreichten sie die Südspitze Grönlands. Von dort aus machten sie sich langsam wieder auf den Weg nach Norden, wobei Arctander jeden einzelnen Fjord befuhr, um sämtliche Küstenstriche auf Ruinen hin zu untersuchen, was aufgrund der Systematik von großem Erfolg geprägt war. Daneben fanden sie auch weiterhin gute Vegetation und sie entdeckten auch die heißen Quellen auf der Insel Uunartoq. Am 20. Juli waren sie wieder in Qaqortoq. Dort beendeten sie die Expedition wieder für den Rest des Jahres und überwinterten beide in der Kolonie.
Am 2. Juni 1779 reisten beide in den Igalikup Kangerlua und nachdem sie zwei Jahre zuvor im Tunulliarfik Brattahlíð im heutigen Qassiarsuk entdeckt hatten, fanden sie nun mit Garðar in Igaliku und Hvalsey in Qaqortukulooq zwei weitere Zentren der Grænlendingar. Arctander untersuchte die dortigen Kirchenruinen penibel. Am 17. Juni kehrten sie nach Qaqortoq zurück. Am 28. Juni bereiste Arctander alleine den Fjord Kangerluarsuk nördlich von Qaqortoq, wo er weitere Ruinen fand. Die Rückreise führte er wegen der Windverhältnisse durch, indem er sein Boot über Land trug, weswegen er drei Tage einsparen konnte, da er nicht um die große Halbinsel, auf der Qaqortoq liegt, herumfahren musste. Anschließend war die Expedition nach über zwei Jahren endgültig beendet und am 8. Oktober 1779 machte er sich auf die Rückreise nach Europa. Am 5. November erreichte er Kopenhagen.

### Nach der Rückkehr
Er legte seinen Expeditionsbericht ab, der 1793 von Heinrich Peter von Eggers herausgegeben wurde, der erstmals zum richtigen Schluss kam, dass die Eystribyggð der Grænlendingar in Südgrönland und nicht wie bis dahin angenommen in Ostgrönland lag. Aron Arctander heiratete noch im Jahr seiner Rückkehr die Kopenhagenerin Inger Petronelle Modrup (1755–1842), Tochter des Soldaten Randel Jørgensen Modrup und seiner Frau Karen Christensdatter, mit der er sieben Kinder bekam.
Am 7. Januar 1782 bewarb sich Aron Arctander um das Amt des Kontrolleurs im norwegischen Langesund und sieben Tage darauf in Drammen. Die vorherigen zwei Jahre war er arbeitslos gewesen und hatte von einer Pension des Handels gelebt. Obwohl Den Kongelige Grønlandske Handel ihm ein starkes Empfehlungsschreiben mitgab, gelang es Arctander nicht, eine neue Stelle im Handelswesen zu finden, sodass er sich dauerhaft in Kopenhagen niederließ, um als Lehrer zu arbeiten. Er starb 1825 im Alter von 80 Jahren. Seine Frau starb erst 17 Jahre später im hohen Alter von 86 Jahren.